# Ângela Carrascalão

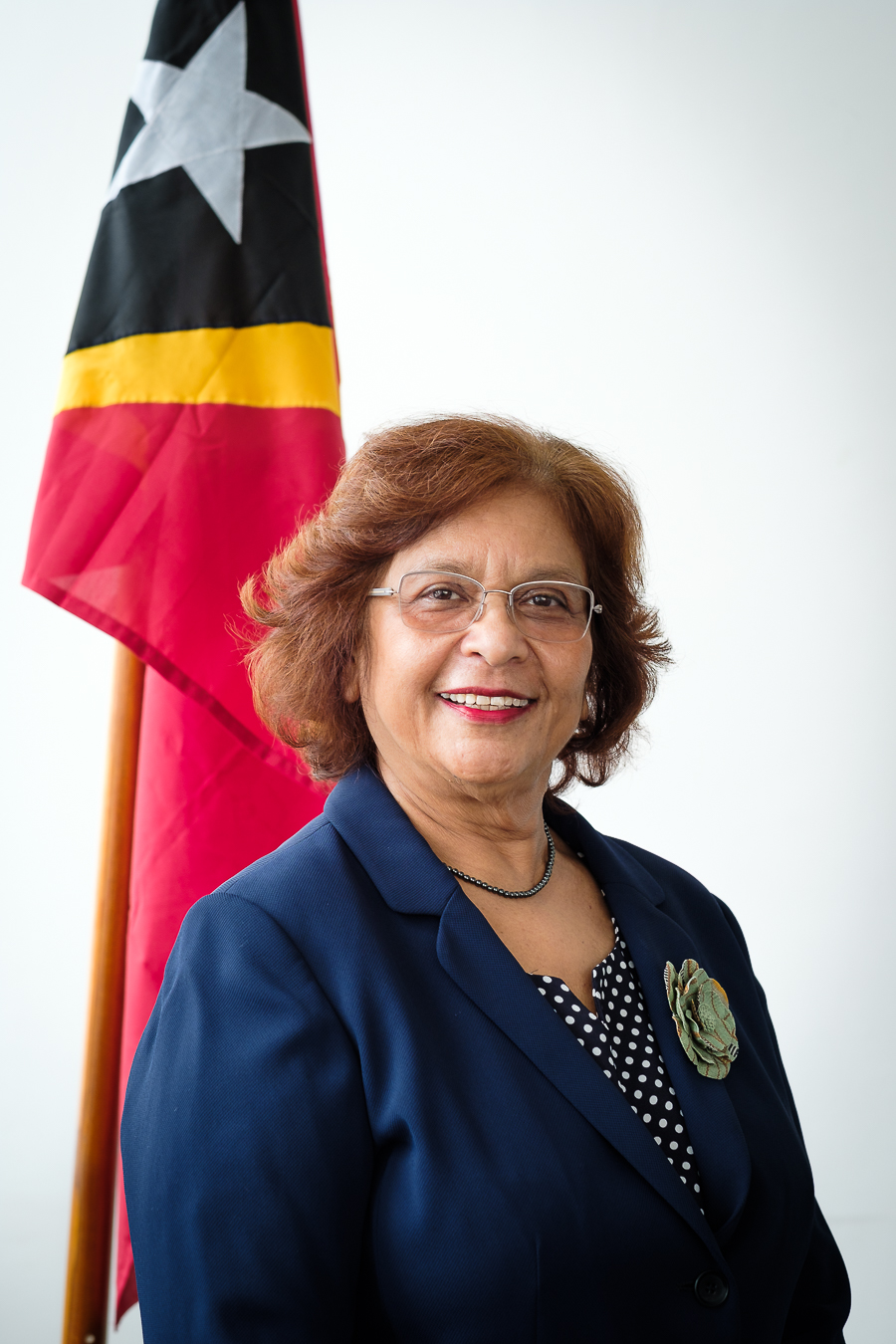
Ângela Carrascalão

Maria Ângela Guterres Viegas Carrascalão (* 10. April 1951 in Caitucoloa, Liquiçá,  Portugiesisch-Timor) ist eine Journalistin, Autorin, Hochschullehrerin, Politikerin und Diplomatin aus Osttimor. Sie ist Mitglied der União Democrática Timorense (UDT).

## Familie
Ângela ist die Tochter von Manuel Viegas Carrascalão, einem portugiesischen Exilanten, der eine Timoresin heiratete. Aus der Ehe gingen 13 Kinder hervor, von denen mehrere hohe politische Positionen besetzten.

## Werdegang
Carrascalão besuchte bis 1970 das Liceu Dr. Francisco Machado. Von 1969 bis 1970 war sie Lektorin der Imprensa Nacional de Timor.
Von 1978 bis 1982 arbeitete Carrascalão für die portugiesischen Nachrichtenagentur Notícias de Portugal NP, von 1983 bis 1986 für die Agência Noticiosa Portuguesa ANOP und von 1986 bis 1989 für die Lusa. Außerdem war sie von 1983 bis 1989 tätig für das Magazin Jornal Expresso, von 1989 bis 2002 für die portugiesische Zeitung Público und von 1993 bis 1999 für den Fernsehsender Sociedade Independente de Comunicação (SIC).
In Osttimor war Carrascalão von 2002 bis 2005 als Fachmitarbeiterin und Ausbilderin bei der Timor Telecom und von 2004 bis 2005 Direktorin der Zeitung Lia Foun. 2006/2007 arbeitete sie als Dokumentarin und Dolmetscherin für die Empfangs-, Wahrheits- und Versöhnungskommission von Osttimor (CAVR) und von 2006 bis 2008 als Korrespondentin für das australische Radio SBS.
2007 kandidierte Carrascalão für die UDT auf Listenplatz 9 bei den Parlamentswahlen. Der Partei gelang es aber nicht einen Sitz zu gewinnen.
Von 2005 bis 2010 studierte Carrascalão Jura an der Universidade Nasionál Timór Lorosa’e (UNTL) und schloss mit einem Doktortitel ab. Von 2008 bis 2010 diente sie als Stabschefin und ausführender Beraterin des Staatssekretärs für Verteidigung der IV. konstitutionellen Regierung. Ab Januar 2011 war Carrascalão Dozentin, später auch Dekanin der Fakultät für Jura an der UNTL. 2013 wurde sie zusätzlich für vier Jahre zum Mitglied des Conselho de Opinião des Rádio e Televisão de Timor-Leste (RTTL) ernannt.
Bis Juni 2017 war Carrascalão Rechtsberaterin und Verwalterin der portugiesischen Anwaltskanzlei VdA/Vieira de Almeida. Am 13. Oktober 2017 wurde Ângela Carrascalão von Staatspräsident Francisco Guterres zur Justizministerin der VII. Regierung ernannt und am 17. Oktober vereidigt. Ihre Amtszeit als Ministerin endete mit Antritt der VIII. Regierung Osttimors am 22. Juni 2018.
2023 wurde Carrascalão zur osttimoresischen Botschafterin in Brasilien ernannt. Die Vereidigung erfolgte am 12. Dezember 2023.

## Sonstiges
Carrascalão spricht Tetum, Portugiesisch, Englisch und Französisch. Neben der osttimoresischen Staatsbürgerschaft hat sie auch die portugiesische.

## Veröffentlichung
- Master-Arbeit: “Timor-Leste e os bens dos particulares em sede de sucessão de Estados; em particular, o regime dos bens imóveis”, 2015.
- Timor, os Anos da Resistência, 2002, ISBN 978-972-8730-01-7.
- Taur Matan Ruak – a vida pela independência, 2012, ISBN 972-757-937-X.[4]
- Mitautorin beim Buch Timor Telecom – Cinco Anos da História